# Puygros
Puygros és un municipi francès situat al departament de la Savoia i a la regió d'Alvèrnia-Roine-Alps. L'any 2007 tenia 349 habitants.

## Demografia

### Població
El 2007 la població de fet de Puygros era de 349 persones. Hi havia 129 famílies de les quals 38 eren unipersonals (27 homes vivint sols i 11 dones vivint soles), 34 parelles sense fills, 46 parelles amb fills i 11 famílies monoparentals amb fills.
La població ha evolucionat segons el següent gràfic:
Habitants censats

### Habitatges
El 2007 hi havia 178 habitatges, 136 eren l'habitatge principal de la família, 32 eren segones residències i 10 estaven desocupats. 168 eren cases i 9 eren apartaments. Dels 136 habitatges principals, 115 estaven ocupats pels seus propietaris, 16 estaven llogats i ocupats pels llogaters i 5 estaven cedits a títol gratuït; 1 tenia una cambra, 3 en tenien dues, 17 en tenien tres, 34 en tenien quatre i 80 en tenien cinc o més. 118 habitatges disposaven pel capbaix d'una plaça de pàrquing. A 52 habitatges hi havia un automòbil i a 76 n'hi havia dos o més.

### Piràmide de població
La piràmide de població per edats i sexe el 2009 era:
| Homes | Edats   | Dones |
| ----- | ------- | ----- |
| 0     | 95 o +  | 0     |
| 0     | 90 a 94 | 0     |
| 0     | 85 a 89 | 0     |
| 4     | 80 a 84 | 0     |
| 4     | 75 a 79 | 0     |
| 8     | 70 a 74 | 20    |
| 4     | 65 a 69 | 0     |
| 4     | 60 a 64 | 0     |
| 4     | 55 a 59 | 4     |
| 32    | 50 a 54 | 12    |
| 12    | 45 a 49 | 16    |
| 12    | 40 a 44 | 20    |
| 20    | 35 a 39 | 8     |
| 8     | 30 a 34 | 0     |
| 0     | 25 a 29 | 4     |
| 16    | 20 a 24 | 0     |
| 4     | 15 a 19 | 8     |
| 12    | 10 a 14 | 20    |
| 8     | 5 a 9   | 8     |
| 8     | 0 a 4   | 4     |

## Economia
El 2007 la població en edat de treballar era de 234 persones, 182 eren actives i 52 eren inactives. De les 182 persones actives 174 estaven ocupades (98 homes i 76 dones) i 9 estaven aturades (3 homes i 6 dones). De les 52 persones inactives 16 estaven jubilades, 21 estaven estudiant i 15 estaven classificades com a «altres inactius».

### Ingressos
El 2009 a Puygros hi havia 143 unitats fiscals que integraven 378,5 persones, la mediana anual d'ingressos fiscals per persona era de 19.994 €.

### Activitats econòmiques
Dels 13 establiments que hi havia el 2007, 6 eren d'empreses de construcció, 1 d'una empresa de comerç i reparació d'automòbils, 1 d'una empresa de transport i 5 d'empreses de serveis.
Dels 6 establiments de servei als particulars que hi havia el 2009, 1 era un paleta, 1 fusteria, 1 lampisteria, 2 electricistes i 1 empresa de construcció.
L'any 2000 a Puygros hi havia 18 explotacions agrícoles que ocupaven un total de 385 hectàrees.

## Equipaments sanitaris i escolars
El 2009 hi havia una escola elemental.

## Poblacions més properes
El següent diagrama mostra les poblacions més properes.